# Partido de Almirante Brown
Almirante Brown es uno de los 135 partidos de la provincia argentina de Buenos Aires. Forma parte del conglomerado urbano conocido como Gran Buenos Aires, ubicándose en la zona sur del mismo. Su cabecera es la ciudad de Adrogué. El partido se divide en 12 localidades, y para fines catastrales en 12 cuarteles numerados con números romanos.

## Localidades
- Adrogué (28 265 habitantes, 53,36 % mujeres, 46,64 % hombres)
- Burzaco (86 113 habitantes, 54 % mujeres, 46 % hombres)
- Claypole (41 176 habitantes, 51,05 % mujeres, 48,95 % hombres)
- Don Orione (43 294 habitantes)
- Glew (57 878 habitantes, 50,31 % mujeres, 49,69 % hombres)
- José Mármol (40 612 habitantes, 51,62 % mujeres, 48,37 % hombres)
- Longchamps (47 622 habitantes, 51,15 % mujeres, 48,84 % hombres)
- Malvinas Argentinas (22 132 habitantes)
- Ministro Rivadavia (16 740 habitantes, 49,27 % mujeres, 50,73 % hombres)
- Rafael Calzada (56 419 habitantes, 50,4 % mujeres, 49,6 % hombres)
- San Francisco de Asís (60 296 habitantes)
- San Francisco Solano (Almirante Brown) (28 344 habitantes)
- San José (44 961 habitantes, 50,78 % mujeres, 49,22 % hombres)

## Historia

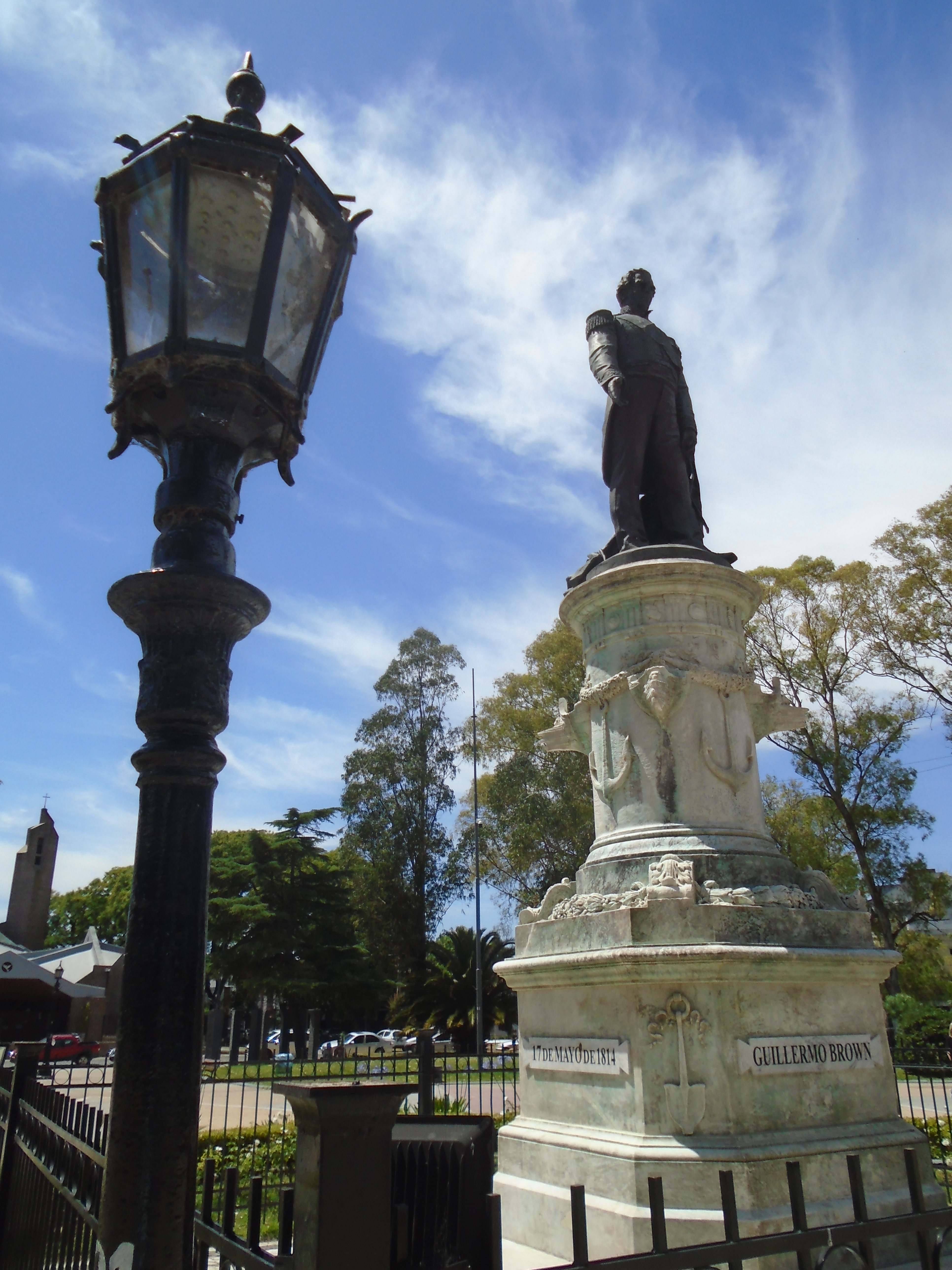
Monumento al Almirante Guillermo Brown, en la plaza homónima (Adrogué).

A mediados del siglo XIX, las tierras que hoy forman el Partido de Almirante Brown eran una región de quintas y estancias destinadas a la recreación de las familias más pudientes, a la producción de alimentos en granjas o cría de ganado vacuno y ovino. Las industrias se incorporaron muy posteriormente como consecuencia de la manufactura de los elementos que se producían.
La vida social estaba centrada en el culto católico, centro de reunión de las familias de la época. Por este motivo los templos fueron casi siempre las primeras edificaciones que se realizaron en común, con el aporte de los pobladores, teniendo su origen en algún tipo de oratorio o capilla particular.
Corría el año 1871 cuando el comerciante don Esteban Adrogué, donó las tierras ubicadas en esa extensión verde con rutas de tierra cercana a los límites de Quilmes, San Vicente y “El Pueblo de la Paz” (actual Partido de Lomas de Zamora) para que se concretará la creación de una estación ferroviaria cercana a su famoso Hotel “La Delicia” y a las chacras que tenía en la zona. Hasta el momento, los medios de transporte de la época eran el caballo y la carreta.
Con la inauguración de la estación de dos andenes sobre la línea a San Vicente del Ferrocarril del Sud y la puesta en funcionamiento del servicio expreso entre las estaciones de Constitución y Adrogué aquel 29 de septiembre de 1872, el distinguido comerciante vio concretado sólo el primer paso de su ambicioso proyecto que dio impulso a toda esta región.
Pero todavía faltaba lo que Esteban Adrogué siempre había soñado: la traza de un pueblo junto a la estación y la fundación de un Partido. José Canale fue el arquitecto italiano contratado para la realización de los planos de la ciudad. José, junto a su padre Nicolás, plasmaron con precisión el arte arquitectónico de vanguardia de la época. Por eso, la ciudad de Adrogué se caracteriza por sus diagonales, plazas y bulevares. Esto alteró el tradicional modelo español y sirvió como antecedente para la fundación de la ciudad de La Plata.
Finalmente, el 30 de septiembre de 1873 se emitió la ley provincial n.º 856 por la cual quedaba establecido el Partido de Almirante Brown. Su nombre había sido designado en honor al almirante Guillermo Brown, héroe de la marina argentina en la guerra contra Brasil en 1826.
Sin embargo, no se definió entonces la ciudad cabecera, dado que a pesar de las tratativas de Adrogué, hasta el momento “Paraje Monte de los Chingolos” (actual localidad de Ministro Rivadavia) había sido la cuna de la civilización en la zona, por lo que ambos pueblos se disputaban ese lugar.
Este deseo de convertirse en la ciudad cabecera del flamante Partido, promovió la construcción de numerosos edificios públicos y viviendas. Canale también diseñó, a pedido del renombrado comerciante, los tres principales edificios públicos: la escuela, la iglesia y el edificio municipal. La escuela N.° 1 fue la primera en construirse y se inauguró en marzo de 1874, ese mismo año se resolvió por decreto que Adrogué sería la principal localidad del Distrito. Luego abrió sus puertas la Iglesia San Gabriel Arcángel, el 6 de enero de 1878. Por último, fue inaugurado el Palacio Municipal en 1882. Hasta ese momento, las autoridades había instalado sus oficinas en el edificio conocido como “La Cucaracha”.
En la evolución de la dependencia del Virreinato del Río de la Plata hasta constituirse en un Municipio propio del sistema democrático, la Municipalidad comenzó a funcionar como un cuerpo colegiado, de tres a cinco miembros con funciones judiciales y policiales, hasta llegar al cargo unipersonal de Intendente. El primer intendente del distrito fue Ramón Hunt.

## Política

### Intendentes de Almirante Brown desde 1973[5]
Nombrado por un gobierno de facto.
| Intendente              | Mandato                                           | Partido | Partido | Alianza | Alianza | Elecciones |
| ----------------------- | ------------------------------------------------- | ------- | ------- | ------- | ------- | ---------- |
| Roque Felipe Stefanelli | 25 de mayo de 1973 - abril de 1975                |         | PJ      |         | FREJULI | 1973       |
| José Álvarez            | Abril de 1975 - septiembre de 1975                |         | PJ      |         | FREJULI | 1973       |
| Julio Busteros          | Septiembre de 1975 - 24 de marzo de 1976          |         | PJ      |         | FREJULI | 1973       |
| Hugo Aresca             | Noviembre de 1976 - junio de 1981                 |         | Ind.    |         | —       | De facto   |
| Simón Sookoian          | Junio de 1981 - 24 de marzo de 1982               |         | Ind.    |         | —       | De facto   |
| Marcelo Ezcurra         | 24 de marzo de 1982 - 10 de diciembre de 1983     |         | Ind.    |         | —       | De facto   |
| Félix Flores            | 10 de diciembre de 1983 - 10 de diciembre de 1987 |         | PJ      |         | —       | 1983       |
| Jorge Villaverde        | 10 de diciembre de 1987 - 10 de diciembre de 1991 |         | PJ      |         | FREJURE | 1987       |
| Jorge Villaverde        | 10 de diciembre de 1991 - 10 de diciembre de 1995 |         | PJ      | FREJUFE | 1991    |            |
| Hebe Maruco             | 10 de diciembre de 1995 - 10 de diciembre de 1999 |         | PJ      | FREJUFE | 1995    |            |
| Hebe Maruco             | 10 de diciembre de 1999 - 10 de diciembre de 2003 |         | PJ      | CJ      | 1999    |            |
| Manuel Rodríguez        | 10 de diciembre de 2003 - 10 de diciembre de 2007 |         | PJ      |         | —       | 2003       |
| Darío Giustozzi         | 10 de diciembre de 2007 - 10 de diciembre de 2011 |         | PdV     |         | FPV     | 2007       |
| Darío Giustozzi         | 10 de diciembre de 2011 - 20 de noviembre de 2013 |         | PJ      | 2011    | FPV     |            |
| Daniel Bolettieri       | 20 de noviembre de 2013 - 10 de diciembre de 2015 |         | PJ      | 2011    | FPV     |            |
| Mariano Cascallares     | 10 de diciembre de 2015 - 10 de diciembre de 2019 |         | PJ      | 2015    | FPV     |            |
| Mariano Cascallares     | 10 de diciembre de 2019 - 9 de diciembre de 2021  |         | PJ      | FdT     | 2019    |            |
| Juan José Fabiani       | 9 de diciembre de 2021 - 10 de diciembre de 2023  |         | PJ      | FdT     | 2019    |            |
| Mariano Cascallares     | 10 de diciembre de 2023 - En el cargo             |         | PJ      |         | UP      | 2023       |

1. ↑  Renunció al cargo.
2. 1 2 3 4  Asume como interino.
3. ↑  Renunció para asumir como diputado nacional.
4. ↑  Renunció para asumir como diputado provincial.

Todos los intendentes desde 1973 a 1976 y desde 1983 a la fecha pertenecieron o pertenecen al peronismo.

### Poder Legislativo

#### Concejo Deliberante

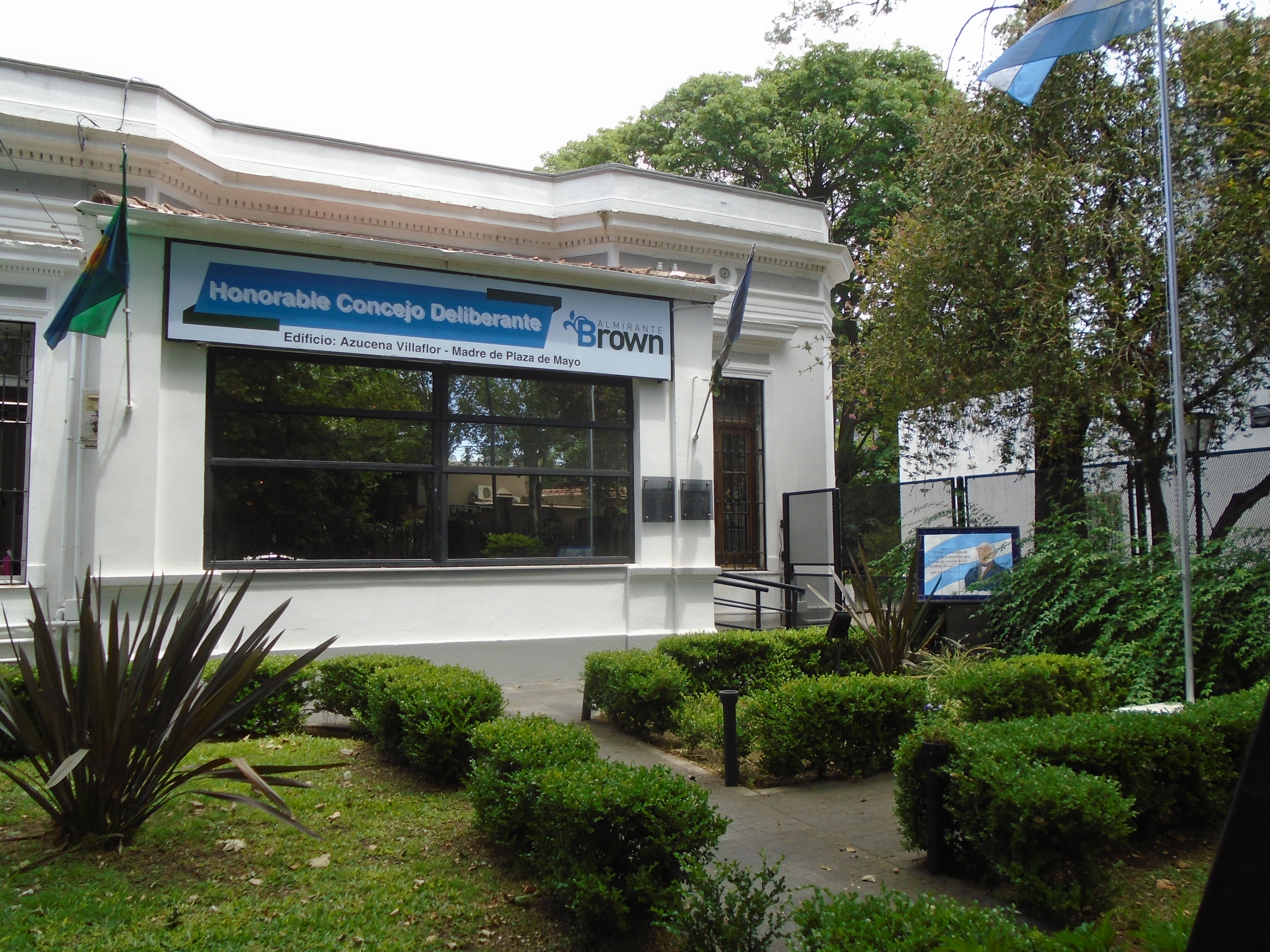
Sede del Concejo Deliberante del partido de Almirante Brown (Adrogué).

El Concejo Deliberante de Almirante Brown está compuesto por 24 miembros. La siguiente lista muestra su composición para los períodos actuales de 2021-2025 y 2023-2027.
| Concejal/Concejala              | Bloque | Bloque                 | Inicio del Mandato | Fin del Mandato |
| ------------------------------- | ------ | ---------------------- | ------------------ | --------------- |
| Nicolás Pablo Jawtuschenko (P)  |        | Unión por la Patria    | 2023               | 2027            |
| Gabriel Alejandro Aguirre       |        | Unión por la Patria    | 2021               | 2025            |
| Natalia Barreiro                |        | Unión por la Patria    | 2023               | 2027            |
| Martín Ezequiel Borsetti        |        | Unión por la Patria    | 2021               | 2025            |
| Cecilia Inés Cecchini           |        | Unión por la Patria    | 2021               | 2025            |
| Natalia Anahí Charles Mangeón   |        | Unión por la Patria    | 2021               | 2025            |
| Sandra Mariela Corbalán         |        | Unión por la Patria    | 2021               | 2025            |
| Leonardo César Herrera          |        | Unión por la Patria    | 2021               | 2025            |
| Antonella Gabriela Napoli       |        | Unión por la Patria    | 2021               | 2025            |
| Micaela Belén Ortiz             |        | Unión por la Patria    | 2021               | 2025            |
| Pablo Repetto                   |        | Unión por la Patria    | 2023               | 2027            |
| Ivanna Edith Rezano             |        | Unión por la Patria    | 2023               | 2027            |
| Mariano Sabino San Pedro        |        | Unión por la Patria    | 2021               | 2025            |
| Celia Nair Servelli             |        | Unión por la Patria    | 2023               | 2027            |
| José María Velez                |        | Unión por la Patria    | 2023               | 2027            |
| María Cristina Vilotta          |        | Unión por la Patria    | 2023               | 2027            |
| Patricia Josefina Bontempo      |        | Juntos por el Cambio   | 2021               | 2025            |
| Leticia Inés Bontempo           |        | Juntos por el Cambio   | 2023               | 2027            |
| Diego Enrique Fernández Garrido |        | Juntos por el Cambio   | 2023               | 2027            |
| María Agustina Serrano Gómez    |        | Juntos por el Cambio   | 2021               | 2025            |
| Juan Pedro Aquino               |        | La Libertad Avanza     | 2023               | 2027            |
| Roberto Ezequiel Barreiro       |        | La Libertad Avanza     | 2023               | 2027            |
| Natalia Alejandra Germán        |        | La Libertad Avanza     | 2023               | 2027            |
| Andrés Adolfo Acuña             |        | UCR - Ricardo Alfonsín | 2021               | 2025            |

- P: Presidente del HCD.

#### Consejo Escolar
El Consejo Escolar de Almirante Brown se compone de 10 consejeros, renovado por mitades cada 2 años al igual que el Concejo Deliberante.
| Consejero/Consejera       | Bloque | Bloque               | Inicio del Mandato | Fin del Mandato |
| ------------------------- | ------ | -------------------- | ------------------ | --------------- |
| Ignacio Villaronga        |        | Unión por la Patria  | 2021               | 2025            |
| María Marta Silva         |        | Unión por la Patria  | 2021               | 2025            |
| Sergio Gustavo Pianciola  |        | Unión por la Patria  | 2021               | 2025            |
| Marcelo Ezequiel Mars     |        | Unión por la Patria  | 2023               | 2027            |
| Ana Carolina Randi        |        | Unión por la Patria  | 2023               | 2027            |
| Juan Manuel Maidana       |        | Unión por la Patria  | 2023               | 2027            |
| Federico Javier Fuentes   |        | Juntos por el Cambio | 2021               | 2025            |
| Lorena Verónica Luna      |        | Juntos por el Cambio | 2021               | 2025            |
| Jorge Luis Gangi          |        | La Libertad Avanza   | 2023               | 2027            |
| Yanina Marisol Niczyporuk |        | La Libertad Avanza   | 2023               | 2027            |

## Toponimia

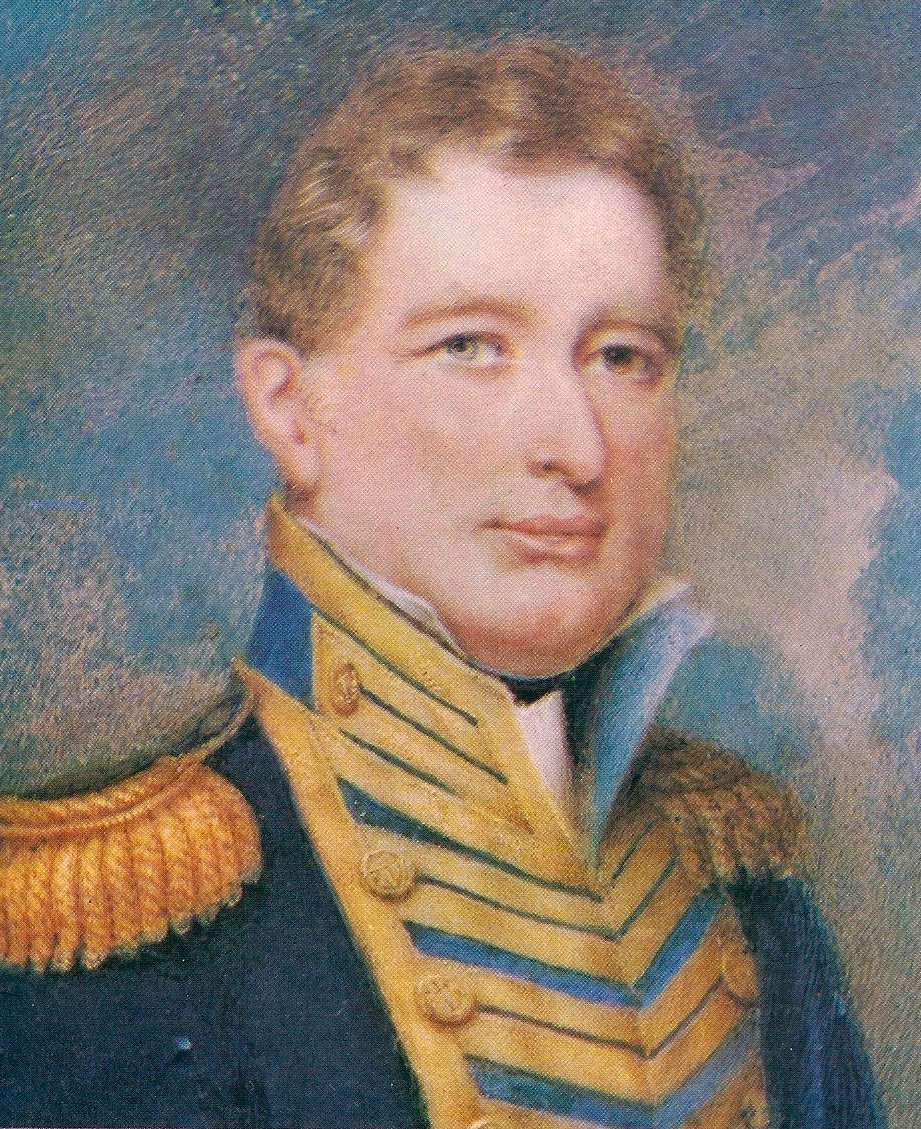
Almirante Guillermo Brown (miniatura de Henry Hervè, 1825).

El partido de Almirante Brown lleva su nombre en homenaje al Almirante Guillermo Brown, militar argentino nacido en Irlanda, considerado el Padre de la Armada Argentina. El municipio de Brown, tiene su actual nombre como consecuencia de la creación del partido. La actual ciudad cabecera, Adrogué, antiguamente llevaba el nombre de Almirante Brown, el cual al crearse el partido pasó a ser la denominación a la nueva agrupación de localidades. El deseo de convertir Adrogué en la ciudad cabecera, promovió la construcción de numerosos edificios públicos.
La ciudad de Adrogué se caracteriza por sus diagonales, plazas y bulevares, cuyos planos fueron realizados por José Canale y su padre Nicolás.

## Características
El partido de Almirante Brown tiene una extensión de 12.933 ha, es decir 129,33 km², de los cuales el 65 % corresponde a la zona urbana y el resto corresponde al área rural/industrial.
Está situado en el sur del Gran Buenos Aires, en el noreste de la Provincia de Buenos Aires y limita al norte con Lomas de Zamora, al este con Quilmes y Florencio Varela, al sur con Presidente Perón, y al oeste con Esteban Echeverría.
Su relieve es el de una llanura con ondulaciones leves, con suelos aptos para actividades agrícolas.

## Geografía
Está constituido por tierras denominadas llanos, carentes de formaciones elevadas notorias. Pertenece al área de la Pampa Ondulada. Sus tierras son aptas para el cultivo agrícola y la cría de ganado.
El suelo, es rico en minerales y en materia orgánica, y las napas se encuentran a poca distancia de la superficie, lo que facilita la extracción de agua. 
En sus orígenes las aguas eran aptas para el consumo humano, pero debido al constante crecimiento de la población fueron contaminándose, quedando solo algunas regiones con aguas puras. 
Está surcado por los arroyos Del Rey, San Francisco, Las Piedras, Galíndez y Las Perdices.
Coordenadas geográficas: Latitud: -34.8006 Longitud: -58.3842 Latitud: 34°48′2″ S Longitud: 58°23′3″ O

### Clima
[cita requerida]
- La temperatura media es de 17,5 °C
- La humedad media ambiente es del 74 %.
- Los vientos no superan los 60 km/h

### Sismicidad
La región responde a la «subfalla del río Paraná», y a la «subfalla del río de la Plata», con sismicidad baja; y su última expresión se produjo el 5 de junio de 1888 (137 años) de silencio sísmico), a las 3.20 UTC-3, con una magnitud probable, de 5,0 en la escala de Richter (terremoto del Río de la Plata de 1888).

### Regiones
Posee tres regiones bien diferenciadas: 
- Urbana: donde se concentra la mayor parte de su población
- Rural: ubicada en el sector sur de la localidad de Ministro Rivadavia
- Industrial: denominada Parque industrial, ubicado en la localidad de Burzaco

## Demografía
Según datos del Censo 2010, era el cuarto partido más poblado del Gran Buenos Aires, tras La Matanza, Lomas de Zamora y Quilmes.
| Población | - | 2.772 | 5.738    | 14.094   | 39.700   | 136.924  | 245.017 | 331.919 | 450.698 | 515.556 | 552.902 | 584.827 |
| Variación | - | -     | +206,99% | +145,62% | +181,68% | +244,89% | +78,94% | +35,46% | +35,78% | +14,39% | +7,24%  | +5,8%   |

### Hogares con necesidades básicas insatisfechas
Según el censo de 2010 realizado por el INDEC en el partido de Almirante Brown hay 21.780 hogares con las necesidades básicas insatisfechas lo que representa el 16,3% del total de los hogares de dicho partido. 

## Creación y Elección de su Bandera

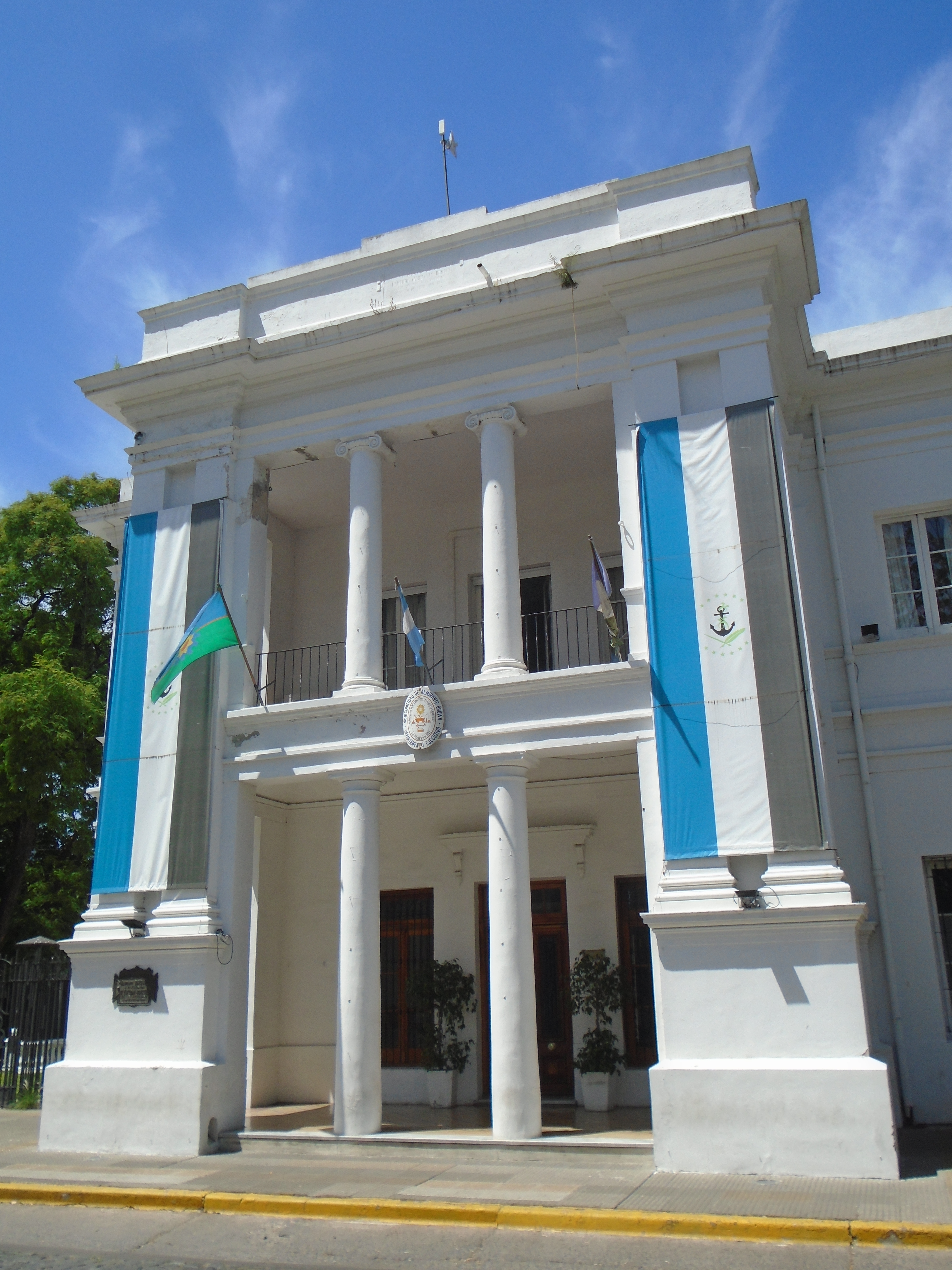
Banderas del partido de Almirante Brown, adornando el Palacio Municipal (Adrogué).

En el año del bicentenario de la creación de la Bandera Nacional Argentina (2013), el gobierno municipal de Almirante Brown invitó a todos los vecinos de su comunidad a formar parte del programa “Esta es mi bandera”, una convocatoria de participación abierta para que juntos crearan la bandera del distrito. La propuesta consistió en lograr el mayor intercambio posible sin convertirla en una competencia o concurso, para llegar luego a una síntesis a partir de las ideas seleccionadas.
Esta colaboración originó un hecho histórico en la vida de cada habitante y en la vida de este distrito dado que este es el símbolo que los representa en el presente. La Municipalidad invitó a toda la población a unirse a este proyecto, convocando a las escuelas, asociaciones civiles y clubes para su promoción y difusión en todo el partido de Almirante Brown. El día 19 de septiembre se eligió una de las más de 2.000 propuestas recibidas, aunque se aclaró que no se escogió un boceto en especial, sino que se trató de unificar las propuestas para llegar al resultado final.

La elección estuvo a cargo del ex intendente municipal Darío Giustozzi (en ese entonces diputado nacional por el Frente Renovador).
La bandera fue presentada oficialmente el 30 de septiembre, en coincidencia con el aniversario del municipio, fue izada por primera vez y se describió el por qué de los colores y elementos utilizados en su diseño. Por otro lado, las propuestas seleccionadas como finalistas fueron exhibidas en la Casa de la Cultura a partir de octubre.

Las estrellas representan a las localidades que conforman el municipio: 
Adrogué, Burzaco, Calzada, Claypole, Don Orione, Glew, Longchamps, Malvinas Argentinas, Mármol, Ministro Rivadavia, San José, y Solano.

## División del partido
En el Municipio de Almirante Brown hay una propuesta de división para la creación de un nuevo distrito que llevaría el nombre de "Altos de Tránsito" y abarcaría las localidades de Glew, Ministro Rivadavia y Longchamps. El proyecto late en Almirante Brown desde el año 2000 y tiene un expediente que reúne más de 1300 páginas con los argumentos que sostienen la necesidad de dividir el distrito. El proyecto no ha prosperado por dividir las partes más acaudalas de Almirante Brown de las menos pudientes.

## Brown. Una Historia compartida

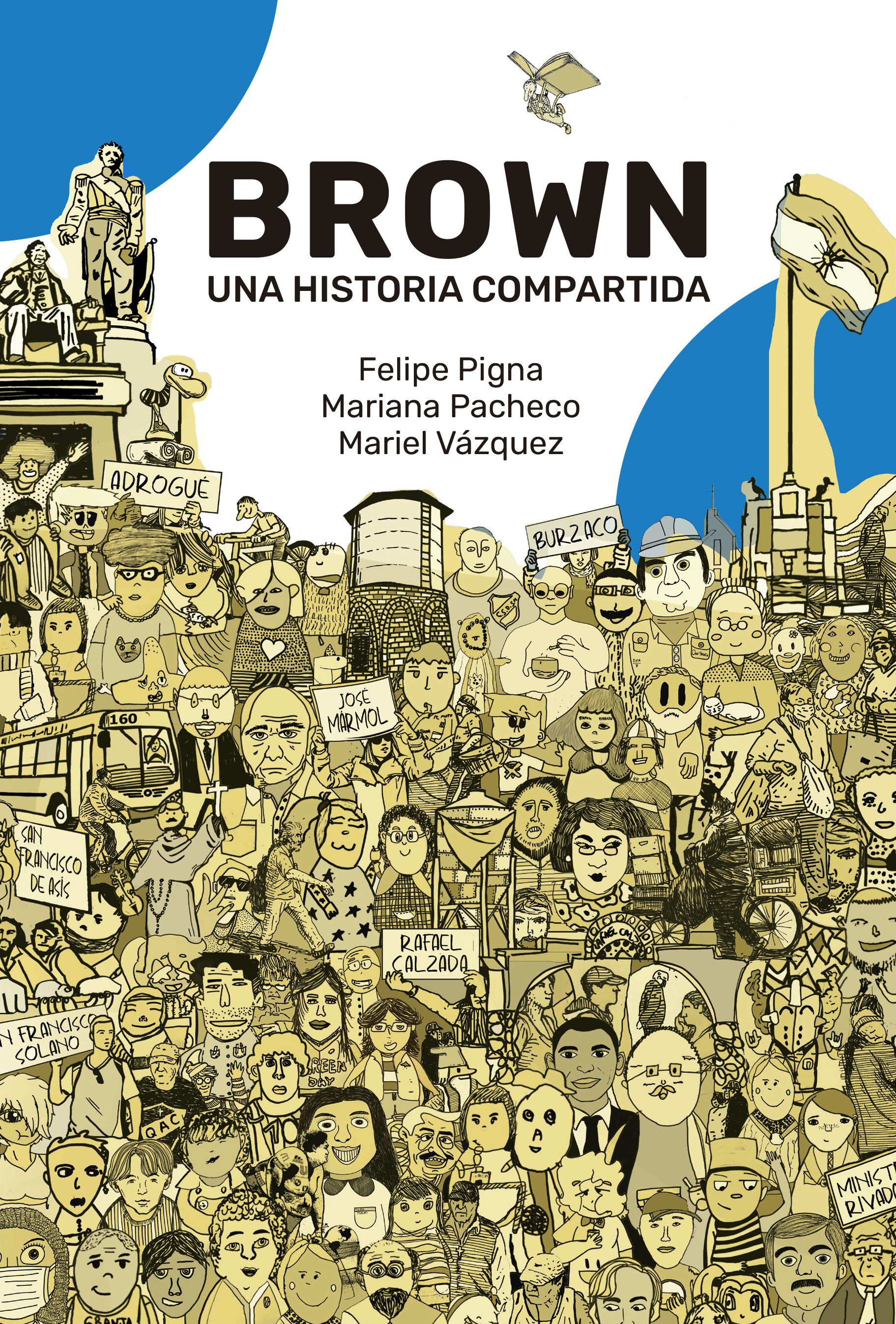
Portada de realización colectiva con estudiantes del distrito, coordinada por el ilustrador Gonzalo Rielo.

Fruto de una exhaustiva investigación histórica liderada por Felipe Pigna, Mariana Pacheco y Mariel Vázquez, ofrece una mirada profunda y multifacética sobre la historia del distrito de Almirante Brown. A través de más de 200 entrevistas a vecinos y vecinas, se reconstruyen relatos y memorias que revelan la rica identidad y el patrimonio cultural de la comunidad. Impulsado por la Secretaria de Educación, Ciencia y Tecnología y el Gobierno Municipal de Almirante Brown, este proyecto busca rescatar y preservar la memoria local, ofreciendo una valiosa herramienta educativa para las escuelas del distrito. Declarado de Interés Municipal, (Ordenanza 12266) este libro de distribución gratuita se erige como un testimonio vivo de la historia compartida de Almirante Brown.
Sobre el libro:
Editor y Director Artístico-Gonzalo Rielo
"Este proyecto, impulsado por una visión integral de rescatar y difundir nuestra historia local, representa un esfuerzo colaborativo sin precedentes que ha unido a historiadores, investigadores, diversas áreas municipales y la invaluable contribución de los y las vecinas, logrando reconstruir la identidad de Brown. Este libro no solo fortalece nuestro sentido de pertenencia y arraigo, sino que también abre la puerta a futuros proyectos que seguirán enriqueciendo nuestra memoria colectiva."

Sobre la tapa
“…Mi intención en el concepto de la imagen era representar la interculturalidad, la inserción de diferentes aspectos culturales que conforman la identidad Browniana, visibilizando la inclusión y la diversidad de nuestro territorio. Para ello se les pidió a chicos  y chicas de diferentes edades, que dibujaran a una o más personas…” Gonzalo Rielo

#### Datos técnicos
Brown. Una Historia Compartida.
Felipe Pigna, Mariana Pacheco, Mariel Vázquez
Gonzalo Rielo Editor 2022, 336p.:23x16
ISBN 978-987-88-4853-2
CDD 306.0982